# Институт Француске
 Институт Француске  (фр. Institut de France); је француско учено друштво које обухвата пет академија: Француску академију (фр. L’Académie française), Академију наука, Академију хуманистичких наука, Академију лепих уметности (фр. Académie des Beaux-Arts), Академију моралних и политичких наука (фр. Académie des Sciences Morales et Politiques). Институт је основан 1795. године са циљем да окупља научну, књижевну и уметничку елиту, да ради на усавршавању науке и уметности, развија независно мишљење и саветује органе јавне власти, на непрофитној основи. Институт је под покровитељством Председника Француске Републике. Институт Француске води стални секретар француске академије и председници придружених Академија, који се смењују сваке године. Актуелни секретар бира се на период од 3 године а тренутно (2024. године) је на том месту Гзавије Даркос (фр. Xavier Darcos).

## Историја

### Историја института
Институт Француске (учено друштво), са седиштем у згради Колеџа четири нације (фр. Collège des Quatre-Nations) у Паризу, настао је након распуштања краљевских академија током Француске револуције 1795. године. Законoм о организацији народног образовања од 25. октобрa 1795. организован је Национални институт науке и уметности (фр. National des Sciences et Arts), да: „Усавршава науку и уметност кроз непрекидна истраживања, кроз објављивање открића, кроз преписку са ученим и страним друштавима, прати научна и књижевна дела која ће за циљ имати општу корист и славу Републике”. Другим законом, од 4. април 1796. прецизирају се прописи о новој установи, а посебно појединости о њеним активностима (радне седнице, јавне седнице, додела награда). Потом је Институт преузела група идеолога, коју је предводио Дестат де Трејси (фр. Destutt de Tracy), покушавајући по њиховом мишљењу: „Да успоставе науку и разбију митове и мрачњаштво”, супротстављајући се бившим академицима али притом помажући и успон Наполеона Бонапарте (фр. Napoléon I Bonaparte). Тада је Институт Француске подељен у три одељења:
- физичко-математичких наука, са два председника, један за физичке науке, један за математичке науке (10 секција);
- моралних и политичких наука (6 секција);
- књижевности и лепих уметности (8 секција).[3]

Међутим, изгледа да одељење моралних и политичких наука није показало довољну лојалност према режиму конзулата па се декретом конзула од 23. јануара 1803. укида одељење моралних и политичких наука, тако да су била формирана следећа одељења:
- физичко-математичких наука;
- француског језика и књижевности;
- старих језика и историје;
- лепих уметности.[3]

После обнове монархије, краљ Луј XVIII (фр. Louis Stanislas Xavier, Louis XVIII), је својом наредбом од 21. марта 1816. године, преко свог министра унутрашњих послова грофа де Воблана (фр. Vincent-Marie Viénot de Vaublanc), реорганизовао Институт. Реорганизација је послужила као изговор за искључење појединих његових чланова након писма Жана Батиста Антоана Суара (фр. Jean Baptiste Antoine Suard), сталног секретара Француске академије, у коме се осуђује: „Револуционарни дух Института". Назив академија се поново користи за означавање различитих одељења и успоставља се нових пет државних Академија:
- Француска академија (фр. L’Académie française), коју је првобитно основао кардинал Ришеље (фр. Armand Jean du Plessis de Richelieu), 1634. године;[4][5]
- Академија хуманистичких наука (фр. Académie des inscriptions et belles-lettres), настала из Француске академије, коју је основао Жан Батист Колбер (фр. Jean-Baptiste Colbert) 1663. године (позната и као Мала Академија, фр. Petite Académie);[6]
- Академија наука (фр. Académie des sciences), основао Жан Батист Колбер 1666. године  као Краљевску академију наука (фр. Académie Royale des sciences);[7][8]
- Академија лепих уметности (фр. Académie des Beaux-Arts), основана раније (1648. године), као Краљевска академија за сликарство и скулптуру (фр. Académie Royale de Peinture et de Sculpture), неколико пута преименована, поново основао Луј XVIII 1816. године;[9]
- Академија моралних и политичких наука (фр. Académie des Sciences Morales et Politiques), коју је основао Национални конвент 1795. године, укинута 1803. и поново основана, наредбом краља Луј Филипа I (фр. Louis-Philippe I), 26. октобра 1832. године.[3][10]

На тај начин Институт Француске добија садашњу конфигурацију и постаје кровна организацијe и врховно тело свих пет Академија.

### Историја зграде института
Институт Француске смештен је у палати Колеџ четири нације. Ова зграда је подигнута захваљујући великом богатству кардинала Мазарена (фр. Cardinal Mazarin), који је за време владавине Луја XIV (фр. Louis XIV), у свом тестаменту, затражио оснивање колеџа намењеног: „Бесплатном образовању шездесеторо господе из четири нације уједињене под краљевском послушношћу”. Назив колеџа (Колеџ четири нације) алудира на четири нације студената на средњовековном париском универзитету али није био намењен студентима других нација, већ само онима који су са територија доспеле под француску власт Вестфалским миром (1648.) и Пиринејским уговором (1659.). Жан Батист Колбер, који је био један од пет извршилаца Мазареновог тестамента, успео је да изгради колеџ, постављајући Луј ле Воа (фр. Louis Le Vau) за главног архитекту. Ле Во, који је у то време радио на јужном крилу Палате Лувр (фр. Palais du Louvre), предложио је да се зграда колеџа постави директно преко реке на левој обали Сене, како би храљ Луј XIV имао леп поглед на палату. Изградња је почела 1662. и наставила се све до смрти Ле Воа 1670. године, када је радове преузео његов цртач Франсоа д'Орбе (фр. François d'Orbay). Колеџ је отворен 1688. године. У складу са Мазареновим тестаментом, његова гробница се налази у капели колеџа. У згради се од 1796. године налазила једна од три централне школе у Паризу, под називом Централна школа четири нације (фр. École centrale des Quatre-Nations). Школа је затворена 1802. године, а 1805. године, на захтев Наполеон I Бонапарте, Институт Француске, првобитно смештен у Лувру, преселио се у палату Колеџа четири нације.

## Организација
Законом од 18. априла 2006. године Институт Француске и академије су правна лица са посебним статусом. Институт Француске је кровна организација и врховно тело пет Академија:
- Француске академије,
- Академије хуманистичких наука
- Академије наука,
- Академије лепих уметности,
- Академије моралних и политичких наука

Органи Института су:
- канцелар, кога бира централна административна комисија на три године, са могућношћу обнављања (избор се одобрава  указом  Председника Француске Републике);
- централна административна комисија, коју чини шест сталних секретара и два делегата које бирају Академије;
- генерална скупштина, коју сачињавају редовни чланови сваке академије (са изузетком Академије наука, која делегира 50 чланова);
- техничке комисије, посебне комисије и жирији;
- канцеларија коју чине председник, канцелар, стални секретари, директор Француске академије и председници других академија;
- председник, који се сваке године мења (на то место долази председник једне од академија који је стални секретар Француске академије) и председава годишњом јавном седницом Пет академија, која се увек симболично увек одржава у уторак (који је најближи датуму оснивања Института, 25. октобар), а од 2005. и церемонијом доделе награда фондација Института.

Председник Институт Француске за 2024. годину је Ален Фишер (фр. Alain Fischer), са Академије наука. Најважнији органи у свакодневном пословању су канцелар и централна административна комисија. Канцелар има овлашћења над особљем, приходима и расходима, заступа Институт у уговорима и на суду. Централна управна комисија врши функцију скупштине, доношењем: буџета, изменама одлука и других финансијских одредби, регулисањем коришћења просторија и др. Институт и његове академије имају јавног рачуновођу који се назива и прималац фондација (фр. receveur des fondations). Да би задовољили  потребе Института, они додељују јавне уговоре у складу са правилима која су на снази за правна лица, предвиђена Законом о јавним набавкама и предмет су контроле Ревизорског суда (фр. Cour des Comptes). Чланови Академија се бирају доживотно и не постоји начин за њихов опозив. Међутим, Председник Француске Републике може изузетно, указом, да поништи њихов избор. Институт управља и са четири истраживачке библиотеке:
- Библиотека Института Француске (фр. Bibliothèque de l’Institut de France), у Паризу;
- Мазаренова библиотека (фр. Bibliothèque Mazarine), у Паризу;
- Библиотека Тијер, Фондације Дон (фр. Fondation Dosne-Bibliothèque Thiers), у Паризу;
- Библиотека Музеја Конде (фр. Bibliothèque du musée Condé), у Шантију (фр. Chantilly).